# Craugastor xucanebi
Craugastor xucanebi é uma espécie de anfíbio da família Craugastoridae.
É endémica da Guatemala.
Os seus habitats naturais são: florestas subtropicais ou tropicais húmidas de baixa altitude e regiões subtropicais ou tropicais húmidas de alta altitude.
Está ameaçada por perda de habitat.